# Michail Ivanovič Dragomirov
Michail Ivanovič Dragomirov in russo Михаил Иванович Драгомиров? (Konotop, 8 novembre 1830 – Konotop, 15 ottobre 1905) è stato un generale, insegnante e scrittore russo.
Fu uno dei principali professori di arte militare del suo tempo e diresse l'Accademia di Stato Maggiore Generale a partire dal 1878. Il suo libro di testo di tattica (1879) servì come punto di riferimento per diverse generazioni di leader militari russi.

## Biografia
Michail Dragomirov nacque l'8 novembre 1830 nella fattoria di proprietà della famiglia vicino alla città di Konotop, nella provincia di Chernihiv. Il suo bisnonno, Anton Matskevich Dragomiretsky si trasferì in Russia dalla Galizia di dove era originario acquisendo la cittadinanza imperiale nel 1739. Suo padre, Ivan Ivanovic Dragomirov, entrò nell'esercito imperiale russo nel 1804, nel corpo di cavalleria, e prese parte alla guerra patriottica del 1812, facendo costruire poi una chiesa a Konotop, nella quale  fu sepolto.
Mikhail studiò alla scuola cittadina di Konotop, frequentando poi il ginnasio di Chernigov, entrando successivamente nel 1843 nel Reggimento Nobile di San Pietroburgo. Dopo aver ottenuto il grado di sergente maggiore, nel 1849 ottenne il grado di sottotenente del reggimento Semyonovsky. Nel 1854 entrò nell'Accademia di Stato Maggiore e si diplomò nel 1856 con medaglia d'oro, al punto che il suo nome venne riportato sulla targa marmorea dei migliori diplomati. Dopo essersi diplomato all'accademia, fu nominato nello stato maggiore e presto ricevette il grado di capitano di stato maggiore.
Studiando l'esperienza della difesa di Sebastopoli nel corso della guerra di Crimea persa dalla Russia nel 1853-1856, Dragomirov evidenziò allo stato maggiore russo l'importanza dell'eroismo e della fermezza dei soldati nel compiere le azioni militari assegnategli. Nel 1856 pubblicò uno studio sulle operazioni di sbarco.
Nel 1858 Dragomirov fu inviato dal dipartimento militare all'estero per studiare le materie militari. Durante questo viaggio Dragomirov fu osservatore presso il quartier generale dell'esercito sardo nella seconda guerra d'indipendenza italiana. Al suo ritorno in patria, pubblicò il volume "Saggi sulla guerra austro-italo-francese del 1859". Nel 1860 Dragomirov fu promosso capitano d'esercito e ricevette l'incarico di professore a contratto presso il Dipartimento di Tattica dell'Accademia di Stato Maggiore.
Nel 1861-1863 Dragomirov tenne un corso di tattica presso l'Accademia di Stato Maggiore; tra i suoi alunni vi fu anche l'erede al trono, lo zarevic Alessandro (futuro Alessandro III).
Nel 1864 Dragomirov ricevette il grado di colonnello e venne nominato capo di stato maggiore della 2ª divisione di cavalleria della guardia.

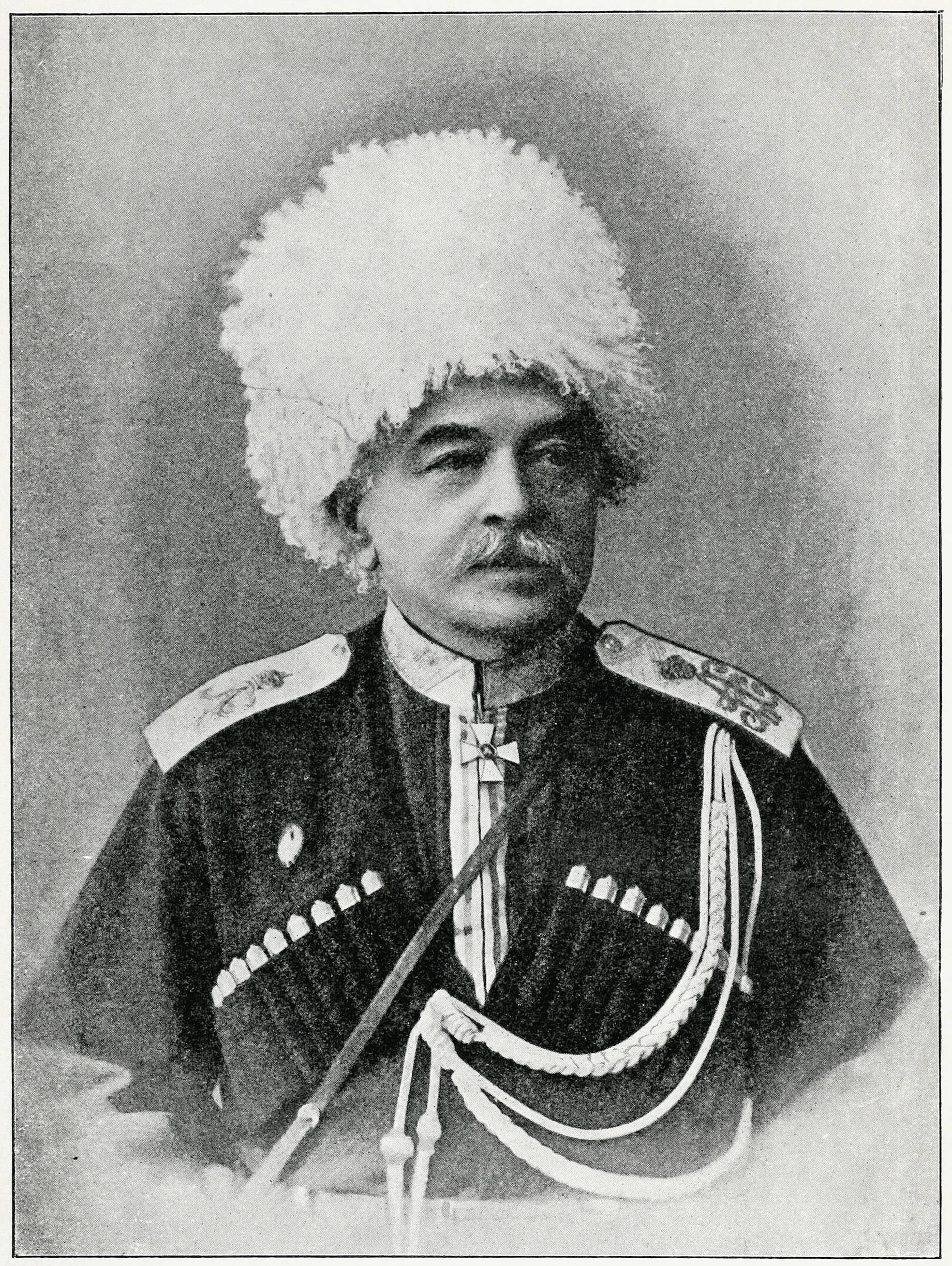
Il generale Dragomirov

Durante la guerra austro-prussiana del 1866, fu rappresentante della Russia presso il quartier generale militare prussiano; al suo ritorno in Russia, Dragomirov presentò un rapporto sul corso di quella guerra. Dal 1869 divenne capo di stato maggiore del distretto militare di Kiev.
Dal 1873 venne nominato comandante della 14ª divisione di fanteria con l'intento di riformarla completamente date le scarse prestazioni che aveva dimostrato in campo. Già nel 1875 la divisione di Dragomirov si dimostrò completamente mutata rispetto al passato, fatto che gli permise di eccellere nella guerra russo-turca del 1877-1878. In quella guerra la sua divisione fu la prima ad attraversare il Danubio presso la città di Svishtov sotto il fuoco nemico. Per la brillante conduzione della traversata, il generale venne insignito della III classe dell'Ordine militare di San Giorgio. Il 12 agosto 1877, durante la difesa di Šipka, venne gravemente ferito a una gamba e costretto a lasciare temporaneamente l'esercito .
Nel 1878 venne nominato comandante dell'Accademia di Stato Maggiore Nikolaev col grado di aiutante generale. Nel 1879 pubblicò la sua opera principale, "Libro di tattica". 
Nel 1880, il pittore Ilya Repin utilizzò il volto di Dragomirov come modello per raffigurare l'ataman Ivan Serko nel suo famoso dipinto "I cosacchi".
Nel 1889, venne nominato comandante delle truppe del distretto militare di Kiev, e nel 1897-1903 divenne governatore generale di Kiev, Volyn e Podolsk. Nel 1901 fu insignito dell'Ordine di Sant'Andrea, la più alta onorificenza russa. Nel 1903 venne nominato membro del consiglio di stato. Nel 1905 rifiutò l'offerta di assumere la carica di comandante in capo dell'esercito russo in Estremo Oriente durante la guerra russo-giapponese.
Morì il 15 ottobre 1905 a Konotop, venendo sepolto nella cripta di famiglia nella chiesa dell'Ascensione (poi distrutta). Nel 1992 gli fu eretto un monumento a Konotop ad opera dello scultore ucraino B. S. Dovgan.

## Matrimonio e figli
Dragomirov sposò Sofija Abramovna Grigorovic (1845-1912), figlia del professore d'accademia militare Abram Platonovic Grigorovic (1808-1872) e di sua moglie, Aleksandra Andre'evna Okuneva (1825-1866). Nel 1898, per i meriti del marito, sua moglie ottenne la croce minore dell'Ordine di Santa Caterina. La coppia ebbe i seguenti figli:
- Mikhail (1865-1911).
- Vladimir (1867-1928), tenente generale.
- Abram (1868-1955), generale di cavalleria.
- Ivan (1870-1888), suicidatosi perché, secondo Repin, "era innamorato di una ragazza".
- Sofija (1871-1953), moglie dal 1902 del tenente generale A. S. Lukomsky.
- Aleksandr (1872-?).
- Andreij (1876-?).
- Katrina (1876-1926), sposata con il conte D. F. Heiden (1862-1926).
- Aleksandr (1878-1926) - colonnello , membro del movimento bianco .